# Hämatozele
Unter Hämatozele oder Hämatocele (Synonyme: Haematocele, Blutbruch) versteht man eine Ansammlung von Blut in einer natürlichen Körperhöhle (etwa als Bluterguss in den Peritonealraum) oder Gewebespalte.
Die Hämatozele bezeichnet typischerweise eine Blutansammlung im Hodensack, kann aber prinzipiell auch für andere bruchähnliche Hämatome stehen. Zu einer Hämatozele im Hodensack kann es z. B. bei einem Einreißen von den Hoden begleitenden Gefäßen (z. B. durch stumpfe Gewalt) kommen.